# Mutante (canção)
"Mutante" é uma canção escrita e gravada por Rita Lee para o álbum Saúde de 1981.

## Outras versões
Em 1994, a cantora Patrícia Marx regravou a música para seu álbum Ficar Com Você. Em 1996, a cantora Ná Ozzetti fez nova versão da canção para seu álbum de homenagem à obra de Rita Lee intitulado Atlântida. Uma nova versão,em 2002, foi gravada por Daniela Mercury especialmente para a abertura da telenovela "Desejos de mulher, da TV Globo. Em 2008, Preta Gil regravou a canção para a trilha sonora da telenovela Caminhos do Coração da Rede Record.

## Versão de Daniela Mercury
"Mutante" foi regravada pela artista musical brasileira Daniela Mercury, para seu sexto álbum de estúdio Sou de Qualquer Lugar (2001). Foi lançada como segundo single do disco no mesmo ano pela BMG. A canção atingiu enorme popularidade nas rádios brasileiras e venceu o prêmio Multishow de Música Brasileira por melhor música. A versão de Daniela entrou na trilha sonora da telenovela Desejos de Mulher da Rede Globo. 

### Análise da crítica
Pedro Alexandre Sanches da Folha de S. Paulo chamou a canção de "releitura indecisa". Erick Melo do Carnasite achou "Mutante" "a pior música do CD. Nada a ver a sua releitura clubber. Totalmente dispensável!".

### Formatos e faixas
Brasil/Portugal - CD single
1. "Mutante" (Kiss Me Groove Mix) - 3:33
2. "Mutante" (Kiss Me Groove Mix Extended) - 6:45
3. "Mutante" (Versão Dudu) - 7:56
4. "Mutante" (Kit Mix/Versão Longa) - 3:50
5. "Mutante" (Versão Acústica) - 3:16
6. "Mutante" - 4:25

Portugal (Edição Mc Donalds) - CD single
1. "Mutante" - 4:25
2. "Maimbê Dandá" - 5:25 (Carlinhos Brown / Mateus)
3. "Mutante" (Videoclipe ao vivo)

Vinyl single
- A1. "Mutante" (Kiss Me Groove Mix Extended) - 6:45
- A2. "Mutante" (Versão Dudu) - 7:58
- B1. "Mutante" - 4:25
- B2. "Mutante" (Kit Mix/Versão Longa) - 3:50
- B3. "Mutante" (Versão Acústica) - 3:16

### Prêmios e indicações
| Ano  | Premiação                             | Categoria     | Resultado |
| ---- | ------------------------------------- | ------------- | --------- |
| 2001 | Prêmio da Música Brasileira           | Melhor Música | Venceu    |
| 2002 | Prêmio Multishow de Música Brasileira | Melhor Música | Venceu    |